# Robert Hotyat
Robert Hotyat (Elsene, 6 juli 1934) is een Belgisch politicus van de PS.

## Levensloop
Als licentiaat in de aardrijkskunde aan de Université libre de Bruxelles werd hij beroepshalve onderzoeksdirecteur, secretaris-generaal van het Instituut tot Aanmoediging van het Wetenschappelijk Onderzoek in Nijverheid en Landbouw en lid van het Planbureau. Van 1982 tot 1987 was hij eveneens lid van de Hoge Raad van het Nationaal Instituut voor de Huisvesting.
Van 1968 tot 1972 was Hotyat adjunct-kabinetschef van de minister-staatssecretaris voor de Waalse Streekeconomie, waarna hij van 1973 tot 1989 raadslid werd van de Brusselse Agglomeratie, waar hij van 1979 tot 1989 lid en van 1987 tot 1989 ondervoorzitter was van de Franse Cultuurcommissie. Van 1989 tot 1999 was hij lid van het Brussels Hoofdstedelijk Parlement, waar hij van 1989 tot 1990 de voorzitter van de PS-fractie was, en van 1995 tot 1999 was hij lid van het Parlement van de Franse Gemeenschap. Van 1995 tot 1999 was hij dan weer voorzitter van de Franse Gemeenschapscommissie.
Van 1974 tot 1977 was hij provincieraadslid van Brabant en van 1977 tot 1990 was hij gemeenteraadslid van Watermaal-Bosvoorde, waar hij van 1977 tot 1988 schepen was. Van 1990 tot 1995 was hij staatssecretaris toegevoegd aan de minister-voorzitter van de Brusselse Hoofdstedelijke Regering.
Tevens zetelde Hotyat in de Belgische Senaat. Van 1985 tot 1991 was hij er provinciaal senator, van 1991 tot 1995 gecoöpteerd senator en van 1995 tot 1999 gemeenschapssenator.